# Evelyn (piosenkarka)
Evelyn, właśc. Evelyn Valerie Zangger (ur. 6 grudnia 1980) – szwajcarska piosenkarka muzyki pop i dance.

## Życiorys
Evelyn jest szwajcarską wokalistką pop. Śpiewała w zespole „TEARs”. Swoją pierwszą piosenkę nagrała w Szwajcarii w 2006 roku, wraz z Tataną Sterbą. Zaśpiewała do house'owej piosenki „Perfect Lies”. W tym samym roku wydała swój solowy album. Wówczas jednak posługiwała się pseudonimem Valerie.
Po różnych innych projektach muzycznych, nagrała utwór „Who Do You Love?” napisany przez greckiego autora tekstów – Gorgi. Piosenka startowała w Konkursie Piosenki Eurowizji 2011. Zajęła również 10. miejsce spośród 500 utworów w szwajcarskim Radio DRS3 ESC-Charts.
Piosenka „Together Again” przy współpracy z Mikiem Candysem była sukcesem w całej Europie. Latem 2011 roku ukazała się najnowsza piosenka Evelyn, Mike’a Candysa i Patricka Millera – „One Night In Ibiza”. Jesienią 2011 Mike Candys wydał kolejny utwór nagrany wraz z Evelyn – „Arround The World”, a w 2012 artyści wydali piosenkę o nazwie „2012 (If The World Would End)”. W marcu 2013 roku piosenkarka wydała wraz z Mikiem Candysem singiel pt. „Brand New Day”. Tego samego roku w czerwcu ukazana została kolejna piosenka pt. „Everybody”. W roku 2015 wydała solowy utwór pt. „Your Love Is Mine”.

## Single
- 2010: Together Again (with Mike Candys)
- 2011: One Night in Ibiza (with Mike Candys & Patrick Miller)
- 2011: Around the World (with Mike Candys & David Deen)
- 2012: 2012 (If the World End) (with Mike Candys & Patrick Miller)
- 2012: Dirty Nights (as EVEL7N feat. J. Worthy)
- 2013: Brand New Day (with Mike Candys & Carlprit)
- 2013: Everybody (with Mike Candys & Tony T.)
- 2014: Woow (with Kalwi & Remi & Lubert)
- 2014: La Vida Loca (Mike Candys Remix)
- 2015: Your Love Is Mine